# Brzozów (Rzeczyca)
Brzozów [ˈbʒɔzuf] (deutsch Birkenfeld oder auch Birkenfelde) ist ein Dorf, das 1802 als preußische Kolonie gegründet wurde und heute zur Gemeinde Rzeczyca im Landkreis Tomaszów gehört, die in der Woiwodschaft Łódź in Polen liegt.

## Geographie
Das aus der Luft betrachtet L-förmige Dorf Brzozów befindet sich in nahezu ebener Umgebung inmitten von weiten landwirtschaftlich genutzten Flächen nördlich eines ausgedehnten Waldgebietes. Es liegt etwa 85 km südwestlich von Warschau, knapp 60 km östlich von Łódź, 20 km nordöstlich von seiner Kreisstadt Tomaszów Mazowiecki, 15 km südlich von Rawa Mazowiecka und 2 km nordwestlich vom Gemeinde-Hauptort Rzeczyca. An seinem Nord-Ende wird Brzozów umflossen von der Luboczanka (früher Leśnica), einem kleinen linksseitigen Nebenfluss der Pilica. Die Luboczanka verläuft bei Brzozów in einem kleinen Tal, das gegenüber dem umgebenden flachen Ackerland wenige Meter tiefer liegt und von Büschen und Bäumen bestanden ist.
7 km nordwestlich des Dorfes verläuft die Europastraße 67 von Prag nach Helsinki (sogenannte „Via Baltica“), welche hier gleichzeitig die innerpolnische Schnellstraße S8 (Breslau – Białystok) bildet. 2 km östlich von Brzozów verläuft durch das Nachbardorf Sadykierz in Nord-Süd-Richtung die Droga wojewódzka (Provinzstraße) 726 zwischen Rawa Mazowiecka und Inowłódz. 10 km östlich verläuft die in den 1970er Jahren zur besseren Verbindung von Warschau und Krakau erbaute Zentrale Eisenbahnmagistrale, der nahe Brzozów in Strzałki eingerichtete Betriebsbahnhof dient jedoch nur innerbetrieblichen Zwecken und ist für Fahrgäste nicht nutzbar. Der nächste öffentlich nutzbare Bahnhof befindet sich seit 1885 in der Kreisstadt Tomaszów.

## Geschichte

### Gründung in preußischer Zeit

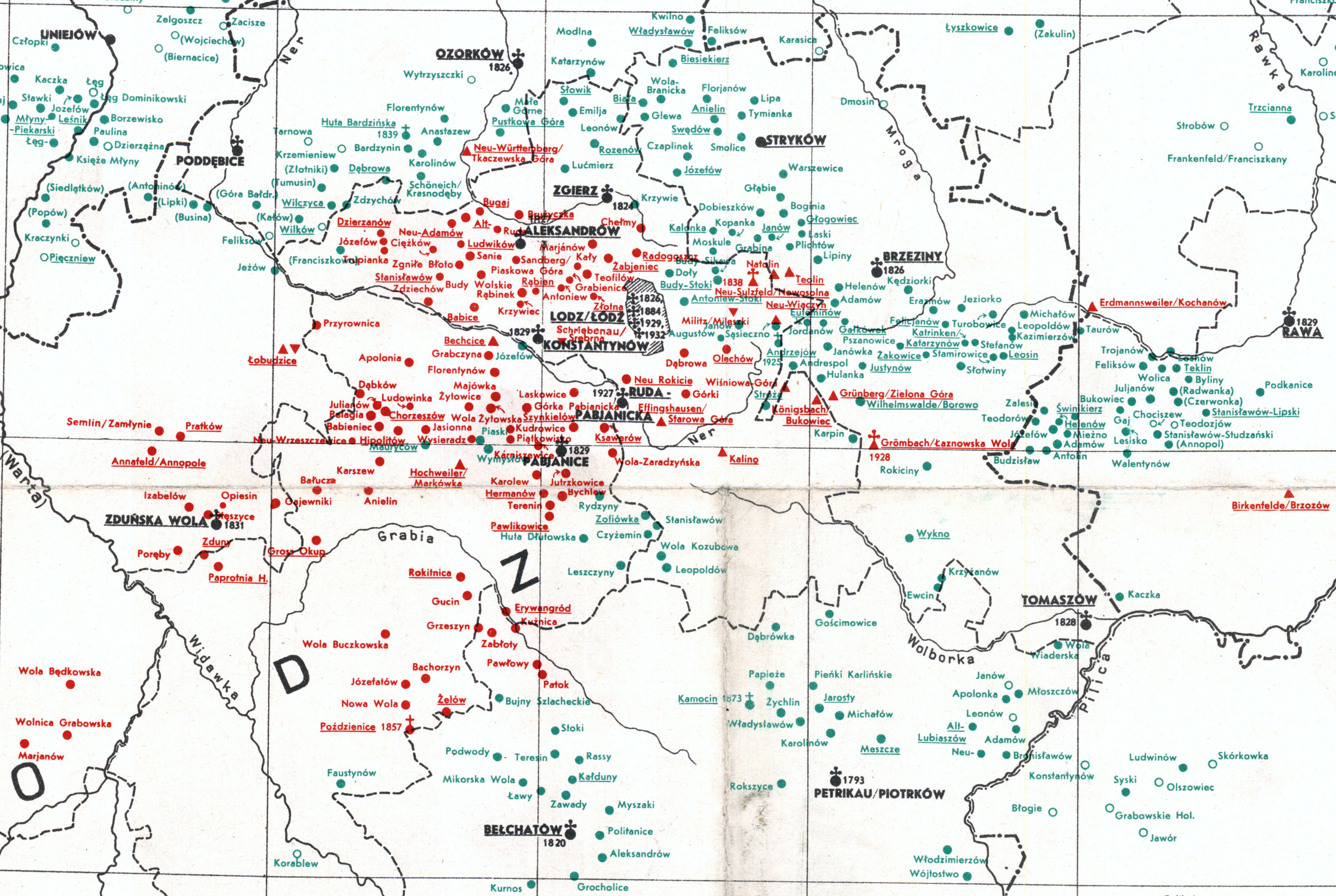
Brzozów (rechts) auf der Siedlungskarte von Albert Breyer, gut zu sehen ist die periphere Lage in Relation zu den anderen Schwabenkolonien (rote Dreiecke), grüne Kreise bezeichnen Pommerndörfer

Im 18. Jahrhundert befand sich an Stelle des heutigen Dorfes Brzozów lediglich Wald. Im Verlauf der drei Teilungen Polens 1772 bis 1795 vereinnahmten Preußen, Russland und Österreich den Doppelstaat Polen-Litauen und teilten ihn untereinander auf. Aus den durch die zweite Teilung 1793 hinzugewonnenen Gebieten bildete Preußen seine neue Provinz Südpreußen. Da man nicht damit rechnete, diese Gebiete schon nach 14 Jahren wieder abgeben zu müssen, bemühte man sich um eine Intensivierung der landwirtschaftlichen Nutzung nach neuesten Erkenntnissen und holte über Werbekampagnen Siedler aus anderen deutschen Staaten ins Land, insbesondere aus dem damals von Napoleon bedrängten Württemberg. Auf diese Weise entstand eine größere Zahl sogenannter Kolonien, deren Einwohner keine Leibeigenen waren, sondern freie Bauern.
Als 1802 die Kolonisation längst in vollem Gang war, die besten Siedlungsgebiete schon vergeben waren und die preußische Kolonisations-Verwaltung unter Hauptmann von Nothardt bereits Not hatte, alle zuströmenden Siedler unterzubringen, legte man in einem Waldgebiet 16 km westlich von Rawa Mazowiecka am Ufer der Rawka neben einer bereits bestehenden Mühle eine neue Kolonie namens Erdmannsweiler an. Diese war für 368 Einwohner in 72 Höfen konzipiert und damit eher groß, von ihrem Verhältnis Fläche pro Hof jedoch eher zu den ärmeren Kolonien zu rechnen. Der Heimatforscher Otto Heike geht davon aus, dass die Einwanderergruppe, für die diese 72 Höfe gedacht waren, deutlich größer war als geplant und deshalb 22 km weiter südöstlich in absoluter Randlage zur selben Zeit eine weitere Kolonie namens Birkenfeld gegründet wurde, um diejenigen Siedler aufzunehmen, die nicht mehr in Erdmannsweiler untergebracht werden konnten.
Birkenfeld (je nach Quelle auch als Birkenfelde bezeichnet) befand sich ebenso wie Erdmannsweiler in einem Gebiet von mäßig ertragreichen sandigen Böden, die in beiden Fällen zuerst noch gerodet werden mussten, und lag zudem weitab von jeglichen anderen preußischen Kolonien, dafür aber nur 5 km von der südlich des Dorfes fließenden Pilica, die damals die Grenze zwischen Preußen und Österreich bildete. Es erhielt seinen Namen nach dem Ort Birkenfeld an der württembergisch-badischen Grenze bei Pforzheim, weil unter den ersten 12 Siedlern der neuen Kolonie zwei Familien vertreten waren (Nicolaus Brunner und Anton Zimmermann), die aus dem württembergischen Birkenfeld stammten. Dieses Verfahren zur Namensgebung wurde bei der Kolonisation Südpreußens durchaus öfters angewendet.
Die Kolonie Birkenfeld wies 38 Siedlerstellen (Höfe) mit zusammen 216 Einwohnern auf und zählte damit zu den kleineren, die in Südpreußen angelegt wurden. Dennoch legten die Bewohner Wert auf eine eigene Dorfschule, die schon in den ersten Jahren nach der Ansiedlung errichtet wurde. Sie bestand als deutsche Schule mindestens bis 1919. Verwaltungsmäßig gehörte Birkenfeld zum 14 km westlich gelegenen Amt Lubochnia.
Über die weitere konkrete Geschichte des Dorfes ist wenig bekannt, es ist jedoch davon auszugehen, dass die allgemeine Entwicklung ähnlich verlief wie in Erdmannsweiler. Auch in Birkenfeld dürften die Rodungsarbeiten beim Zusammenbruch Preußens 1806 noch nicht abgeschlossen gewesen sein, so dass sie ohne staatliche Hilfe und insbesondere unter Verzicht auf die von Preußen gebotenen Kolonisten-Privilegien (Zuschüsse, Steuerbefreiungen u. a.) weitergeführt werden mussten. Mit der Bildung des Herzogtums Warschau durch Napoleon wurden für die Kolonisten nun sogar Abgaben fällig. Die Not vergrößerte sich 1809 durch den Weichselfeldzug Österreichs und 1812 durch den Russlandfeldzug Napoleons zunächst mit Truppendurchzügen und Requirierungen, anschließend mit den zurückkehrenden aufgelösten Truppen und der nachfolgenden russischen Besatzung. Erst nach dem Wiener Kongress 1815 wurden die Zeiten ein wenig ruhiger: Kongresspolen war gebildet und de facto dem russischen Zaren unterstellt worden.

### Nach Napoleon
Zu Beginn der kongresspolnischen Zeit wurden durch eine Verordnung des Statthalters in Warschau vom 2. Mai 1820 zahlreiche deutsche Ortsnamen durch polnische ersetzt. Birkenfeld wurde hierbei in Brzozów umbenannt, was sich als „Birklingen“ wieder ins Deutsche übersetzen ließe. (Poln. brzoza = Birke, -ów = Endung für eine Örtlichkeit.) Die Einwohner verwendeten allerdings untereinander bis 1945 weiterhin die deutsche Sprache und den Ortsnamen Birkenfeld. Der neue Name für Erdmannsweiler lautete indes Kochanów, was im Polnischen eine völlig andere Bedeutung hat (poln. kochany = lieb). Beide Varianten wurden auch bei zahlreichen anderen Umbenennungen verwendet.
Für das Jahr 1827 nennt das Geographische Lexikon des Königreiches Polen von 1880 für Brzozów 260 Einwohner in 28 Häusern, zur Zeit des Drucks hingegen bereits 436 Einwohner in 40 Häusern. Die Zahl von 28 Häusern 1827 (also 10 weniger als bei der Gründung) könnte ein Schreibfehler sein, da bereits die „Warschauer Liste der Kolonien und Kolonisten vom Jahre 1835“ wieder 37 Kolonisten und 210 Angehörige auf 39 Feuerstellen verzeichnet und sich im benachbarten Kochanów kein vorübergehendes Absinken der Häuserzahl findet. Bei einer Zählung 1851 wurden in Brzozów 316 „Deutsche“ ermittelt. Ihrer Herkunft und den Verhältnissen in den anderen südpreußischen „Schwabenkolonien“ entsprechend ist davon auszugehen, dass die Einwohner größtenteils evangelisch waren und den Zuzug von (meist katholischen) Polen nach Möglichkeit zu begrenzen versuchten. 1821 wurde in Rawa Mazowiecka eine evangelische Gemeinde gegründet, zu welcher fortan auch die Brzozówer Protestanten gehörten. Über den Bau einer eigenen Kirche in Brzozów ist – im Gegensatz zu Kochanów – nichts bekannt, es gab jedoch 200 m südöstlich vom Ort einen deutschen Friedhof, auf dem noch heute einige Grabsteine aus den 1910er Jahren mit deutschen Inschriften liegen.
Wie in Kochanów ist jedoch anzunehmen, dass der Pastor aus Rawa nur gelegentlich kam und der Gottesdienst im Regelfall vom ortsansässigen Kantor gehalten wurde, der üblicherweise zugleich Lehrer der im Dorf eingerichteten Schule war. Spätestens für 1865 ist die Existenz der Schule belegt.
Markante Ereignisse nach der Gründung Kongresspolens waren der Novemberaufstand von 1830/31 und der Januaraufstand von 1863/64, die jedoch beide für Polen nicht die ersehnte Unabhängigkeit von Russland brachten, sondern im Gegenteil eine noch rigidere Herrschaft des Zaren über seine polnischen Gebiete bewirkten. Eine Verbesserung für die polnischen Bauern bedeutete lediglich die Aufhebung ihrer Leibeigenschaft 1864, nachdem dieser Schritt 1861 bereits (zumindest formell) in Russland durchgeführt worden war. Im Ergebnis führte dies dazu, dass nun nicht nur besitzlose Kolonistensöhne, sondern auch polnische Bauern ohne Erlaubnis ihres Grundherren in die wachsenden neuen Industriestädte wie Łódź oder das ebenfalls nur 42 km entfernte Żyrardów ziehen und dort versuchen konnten, ihren Lebensunterhalt als Fabrikarbeiter zu verdienen.

### 20. Jahrhundert
Der Zweite Weltkrieg begann am 1. September 1939 mit dem Überfall der deutschen Wehrmacht auf Polen, welcher nach wenigen Wochen mit der Unterwerfung Polens endete, an der sich dann auch die Sowjetunion beteiligte. Während das nahe gelegene Łódź (1940 zu Litzmannstadt umbenannt) entgegen anfänglichen Planungen im November 1939 doch noch dem neu gebildeten Reichsgau Wartheland und damit auch dem eigentlichen Deutschen Reich zugeschlagen wurde, fiel Brzozów (ebenso wie Kochanów) dem sogenannten Generalgouvernement zu, einer Art polnischem Rumpfstaat unter deutscher Kontrolle, der nach dem Willen der Nationalsozialisten vor allem die Aufgabe haben sollte, all seine Ressourcen ohne Rücksicht auf eigenes Wohlergehen dem Deutschen Reich zur Verfügung zu stellen. Die Grenze zum Warthegau verlief etwa 10 km westlich von Kochanów.
Für Brzozów endete der Zweite Weltkrieg Mitte Januar 1945 mit einer für Deutschland zwar nicht unerwarteten, aber in Zeitpunkt und Ausprägung dennoch überraschenden Großoffensive namens Weichsel-Oder-Operation der Roten Armee, die innerhalb weniger Tage ganz Mittelpolen überrannte und deutschen Widerstand, sofern er denn noch in Erscheinung trat, in kürzester Zeit auslöschte. Nach Konsolidierung der Verhältnisse und dem offiziellen Kriegsende im Mai 1945 übernahm die polnische Regierung wieder die Macht. Zahlreiche deutschstämmige Einwohner haben in der Folge das Land verlassen, die Häuser und Höfe Brzozóws wurden von Polen übernommen.
Nach der polnischen Verwaltungsreform 1975, welche die Ebene Powiat (Landkreis) abschaffte und dafür die Zahl der Woiwodschaften (Provinzen) von 16 auf 49 steigerte, gehörte Brzozów administrativ zur Woiwodschaft Piotrków, nach deren Auflösung 1998 wieder zur Woiwodschaft Łódź. Spätestens ab den späten 1950er Jahren gab es auch wieder eine Grundschule, die jedoch inzwischen geschlossen wurde. Der deutsche Friedhof existiert nach wie vor. Er war im Laufe der Jahrzehnte zugewachsen, wurde jedoch am 6. und 7. November 2018 von Armeeangehörigen freigeschnitten, wobei am noch erhaltenen Mahnmal für die Toten des Ersten Weltkrieges eine Kerze angezündet wurde. Auch das hohe Holzkreuz ist bis heute erhalten und nun wieder gut sichtbar.